# Terrasini
Terrasini est une commune italienne de la province de Palerme, dans la région Sicile.

## Population
- en 1807, 2 057 personnes ;
- en 1809, 1 844 personnes
- en 2010, 11 696 personnes.

source : www.familysearch.org

## Culture
C'est ici que Lucien Clergue a pris plusieurs photos de nu, qu'il a titrées « Nu sicilien ».

## Administration
| Période                                  | Période | Identité | Étiquette | Qualité |
| ---------------------------------------- | ------- | -------- | --------- | ------- |
|                                          |         |          |           |         |
| Les données manquantes sont à compléter. |         |          |           |         |

### Communes limitrophes
Carini, Cinisi, Partinico, Trappeto.